# Château du duc d'Épernon (Fontenay)
Cet article concerne le château du duc d'Épernon en Seine-et-Marne. Pour les autres châteaux, voir Château du duc d'Épernon.
Le château du duc d'Épernon est un château situé à Fontenay-Trésigny en Seine-et-Marne, dans la Brie, à 43 km au sud-est de Paris.
Il se dresse sur le Bréon, en face de l'église Saint-Martin, au cœur de la vieille ville autrefois fortifiée. L'histoire de la ville est intimement liée à celle du château. Les châtelains étaient seigneurs de Fontenay-en-Brie sous l'Ancien Régime.
Le château est classé monument historique depuis le 7 octobre 1963, et son parc figure au pré-inventaire des jardins remarquables.

## Architecture
L'architecture du château porte la marque des différentes époques où il fut rebâti après être tombé plus ou moins en ruine, avec des styles différents.
Le château fort médiéval rebâti par Jean le Mercier après 1389 était clos de murs et de fossés autour d'une cour intérieure, avec deux ponts-levis, au nord face à l'église et au sud. L'édifice actuel a conservé le plan rectangulaire cantonné de tours rondes. Guillaume Prudhomme entreprit de reconstruire le château après 1538.
Le château du duc d'Épernon proprement dit date de la première moitié du XVIIe siècle : la bâtisse construite par Jean-Louis de Nogaret de La Valette, devient ainsi un château de plaisance. Les appartements sont confortables, décorés de tapisseries et de peintures. Le rez-de-chaussée et la salle des gardes sont recouverts de grands carreaux de terre émaillée.
Le château s'intégrait alors à la ville fortifiée. Un jardin à la française se trouvait de part et d'autre  du château au nord et au sud. Un canal était alimenté par le Bréon, avec deux bras partant des douves disposées de manière géométrique, la branche orientale qui était la plus longue rejoignait un bassin situé en aval de la ferme de Sourdeau. Un grand parc arboré clôturé traversé par de grandes allées se situait au sud. Une longue perspective nord-sud partait de la ville fortifiée, passait par le château et ses jardins et traversait le parc.
Le château ne subira pas de modifications majeures avant la fin du XVIIIe siècle et le début du XIXe siècle. Le marquis de Gontaut-Biron, propriétaire en 1837, fait restaurer le corps, le logis principal, les corps latéraux et les deux tours postérieures, mais, pour ouvrir la cour d'honneur, il fait abattre le corps d'entrée, avec ses tourelles, son pont-levis, et les tours d'angle qui abritaient la chapelle gothique et la prison. Les jardins et l'ancienne ferme sont aménagés en parc d'agrément.
Les façades et toitures ainsi que la salle ornée de lambris peints au rez-de-chaussée sont classées au titre des monuments historiques par arrêté du 7 octobre 1963. Les bâtiments des communs incluant le pigeonnier à trois niveaux, les sols des cours et les douves sont inscrits au titre des monuments historiques par arrêté du 17 octobre 1991.

## Histoire
Le château de Fontenay est mentionné au XIIe siècle en tant que château fort sous le règne de Louis VI le Gros. Il menace alors ruine.
Le château fort primitif fut bâti sur un site stratégique, sur le chemin de Rome (une route de pèlerinage venant de Paris, qui se poursuivait vers Troyes par Rozay-en-Brie et Provins, et vraisemblablement utilisée par les marchands qui se rendaient aux célèbres foires de Champagne et par les pèlerins. Le seigneur y percevait un péage au passage sur son domaine), sur le Bréon (qui alimentait les douves) en amont de la vallée (qui abritait le château du Vivier et où passait une voie), en bordure des terres royales face au comté de Champagne (Rozay-en-Brie et Bernay-Vilbert étaient alors en terre champenoise, séparée de Fontenay par les bois de Lumigny, de Bernay et de Vilbert). Les terres sont dans la mouvance de la famille de Garlande du XIIe siècle jusqu'en 1293.
En mai 1293, Jean de Garlande vend la châtellenie de Tournan à Pierre VI de Chambly dit « Le Gras », grand chambellan de Philippe IV le Bel. La châtellenie de Tournan est cédée en octobre 1293 à Charles de Valois. La châtellenie de Tournan est ensuite peu à peu démembrée et appartint à différents seigneurs.
En 1389, Charles VI fait don par lettres patentes des terres de Fontenay à son conseiller Jean le Mercier, chevalier, seigneur de Noviant, la Neuville et Rugles, avec l’autorisation de reconstruire le vieux château tombé en ruines. Deux ans après, le nouveau château était debout avec auditoire de justice et prisons. Le château est alors clos de murs et de fossés autour d'une cour intérieure, avec deux ponts-levis, au nord face à l'église et au sud. L'édifice actuel a conservé le plan rectangulaire cantonné de tours rondes.
Le château passe ensuite dans la famille de Coutes par héritage. Vers 1446, Louis de Coutes, dit Minguet, fils de Jean de Coutes, page de Jeanne d'Arc puis écuyer, châtelain et seigneur de Fontenay en Brie, Viry, Neelle la Gilleberde, etc., en indivision avec ses frères et sœurs Jean de Coutes, dit Minguet, Raoul de Coutes, Jeanne de Coutes et Anne de Coutes, transporte l'usufruit à Denis du Moulin, alors évêque de Paris. Le 1er octobre 1451, Jean du Moulin, fils de Denis du Moulin, échanson du roi, reçoit du roi pouvoir de rétablir le château, terre et seigneurie de Fontenay en Brie, l'hôtel de la Fleur de lis, l'hôtel de Sourdeau, ceux de Viry et d'Escoubley, qu'il a nouvellement acquis de Louis de Coutes.
En 1538, Guillaume Prudhomme entreprend de reconstruire le château de Fontenay. Les fortifications de Fontenay en Brie sont construites à cette époque.
En 1570, Jean de Nogaret de La Valette est le nouveau propriétaire du château. Il y reçoit Charles IX et Catherine de Médicis.

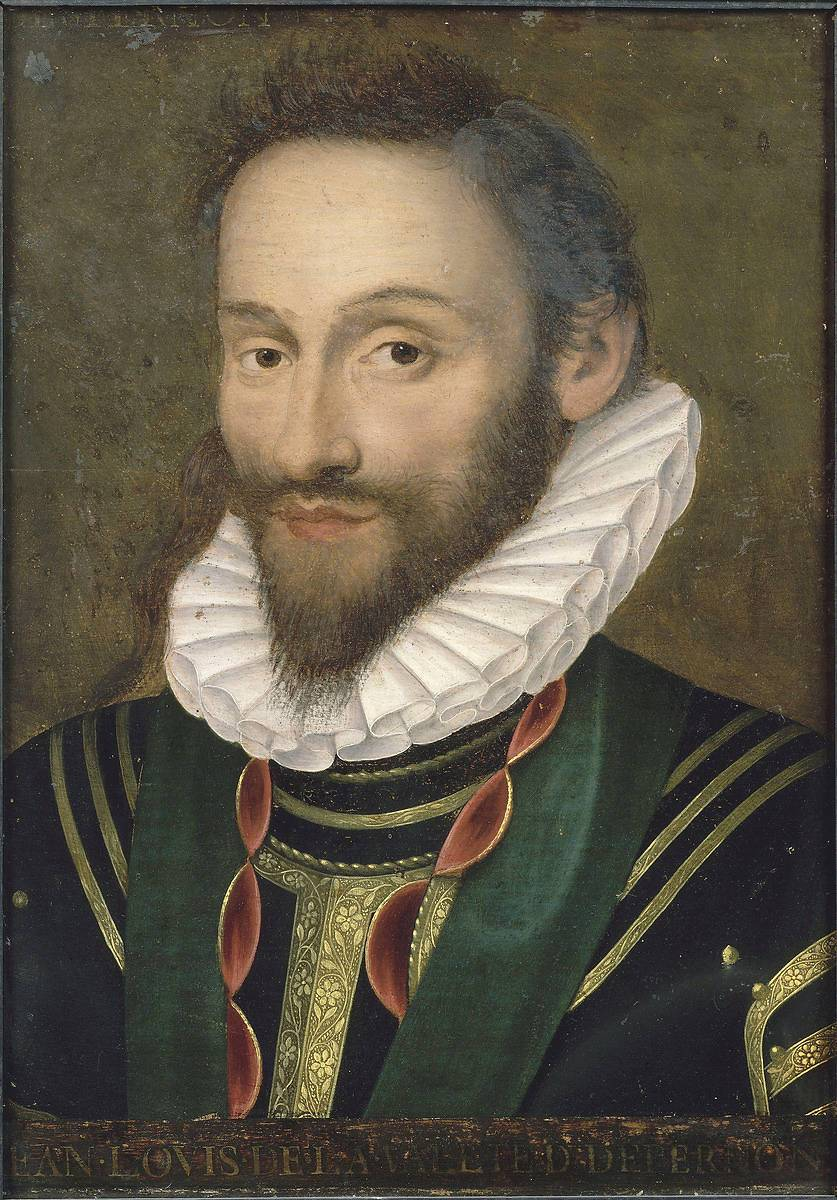
Jean-Louis de Nogaret de La Valette.

En 1571, Charles IX invite les chefs protestants à Fontenay en Brie. Des rencontres secrètes eurent lieu au château de Lumigny, entre des chefs protestants – dont l’amiral de Coligny, Condé et Nassau – et des envoyés de Charles IX et de Catherine de Médicis, qui séjournaient à Fontenay en Brie. Coligny fut assassiné un an plus tard à Paris, durant le massacre de la Saint-Barthélemy.
En 1575, à la mort de son père, Jean-Louis de Nogaret de La Valette, futur duc d’Épernon en novembre 1581, devient seigneur de Fontenay en Brie.
Le château de Fontenay en Brie est le théâtre de nombreux événements et reçoit d'illustres personnages comme Henri III qui laissera le souvenir de magnifiques fêtes à l'occasion de son mariage ou Richelieu, qui y est hébergé en 1633. Durant la première moitié du XVIIe siècle, construction du château du duc d'Épernon sur l'emplacement de l’ancien château médiéval. Le château devient un château de plaisance. Les appartements sont confortables, décorés de tapisseries et de peintures. Le rez-de-chaussée et la salle des gardes sont recouverts de grands carreaux de terre émaillée.
Dans les années 1630, le château de Fontenay est habité par Jean de Campan, sieur de Boitron, de Cugny et de Maisonrouge, gendarme de la compagnie de cent hommes d'armes des ordonnances du roi commandée par le duc d'Épernon.
Vers 1640, Pierre Aubert de Fontenay, secrétaire de la Chambre du Roi, trésorier général de l’Artillerie, responsable de la ferme générale des gabelles de 1632 à 1656, se porta acquéreur de la terre de Fontenay en Brie cédée par le duc d’Épernon, où se trouvait le manoir de la famille Donon, ce qui lui apporta une terre, un colombier et droits de justice confortant son titre de noblesse. Il fut très généreux envers sa nièce Marie Chastelain mariée à Roger de Pardaillan de Gondrin, marquis de Termes, parent du marquis de Montespan.
Après l'arrestation de Nicolas Fouquet en 1661, Pierre Aubert de Fontenay se trouva dans une situation financière difficile. En 1663, ses biens à Paris et à Fontenay en Brie furent confisqués. À sa mort en 1668, ses créanciers et sa famille se lancent dans une longue procédure pour le partage de l'actif de la succession.
En janvier 1669, Marie Chastelain, veuve de Pierre Aubert, fait don à Roger de Pardaillan de Gondrin et à sa femme Marie Chastelain, de portion de tous ses biens meubles et immeubles incluant le château de Fontenay. En 1674, Roger de Pardaillan de Gondrin et sa femme Marie Chastelain parvinrent à se faire reconnaître par arrêt la propriété - provisoire - de la seigneurie de Fontenay en Brie.

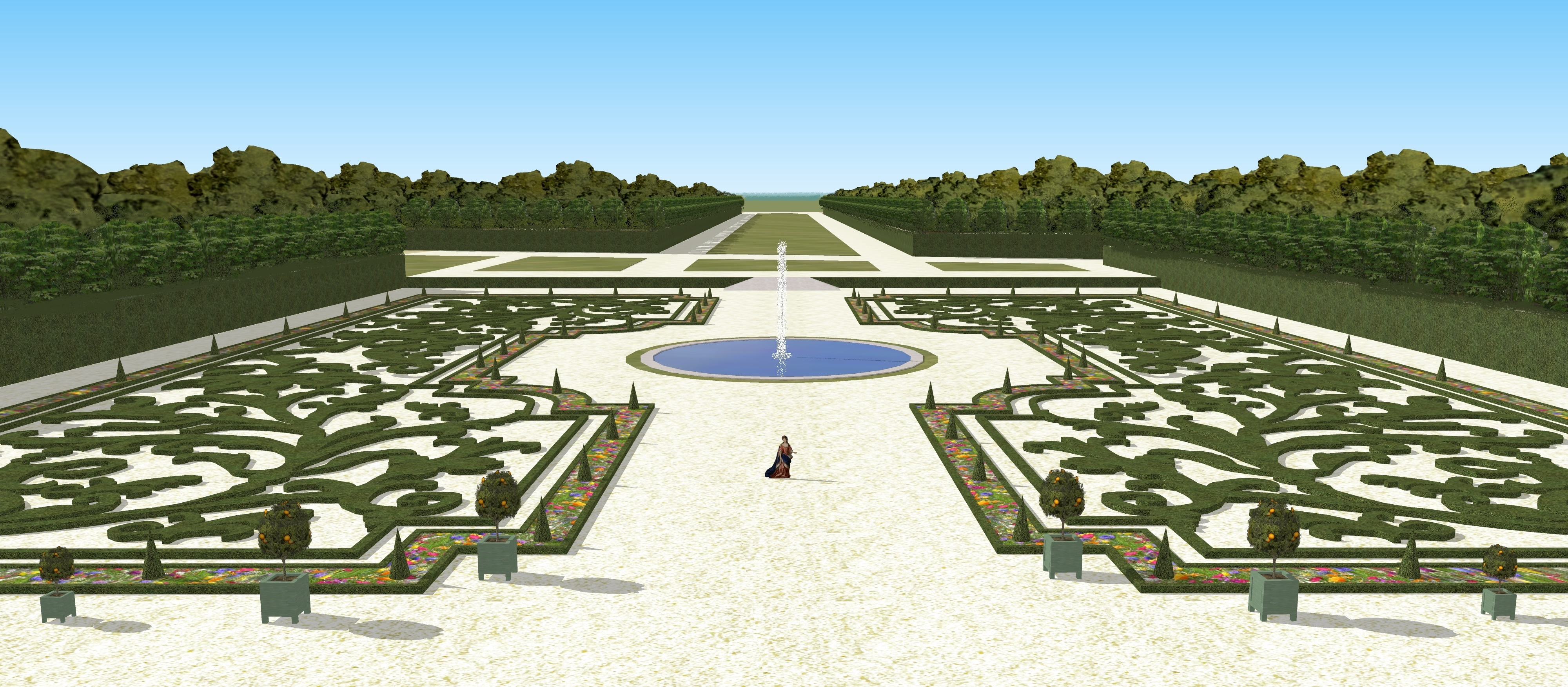
Restitution du parterre du château de Fontenay-Trésigny, fin du XVIIe siècle

En février 1679, Roger de Pardaillan de Gondrin, soupçonné de faux-monnayage dans le château de Fontenay, fut dénoncé dans une lettre à Colbert indiquant qu'il faisait transporter de Paris à Fontenay en Brie par des gens d'épée quantité de fourneaux, ustensiles, métaux et produits chimiques. Le pont-levis du château de Fontenay entouré de fossés était souvent levé. Plusieurs personnes conduites par le valet Colomis menaient dans une tour des travaux d'alchimie avec l'assistance de Denis Poculot dit Blessis (amant de La Voisin) retenu prisonnier et de Denis Vautier. Mais rien ne fut décidé, Roger de Pardaillan de Gondrin avait quitté le pays et s'était caché.
En mai 1689, la terre de Fontenay en Brie est acquise par François Le Tonnelier, comte de Breteuil, avec quittance de l'évêque de Meaux Jacques-Bénigne Bossuet et du seigneur de Tournan Henry de Beringhen. Fils d'un conseiller d'État, François Le Tonnelier avait été successivement conseiller au parlement (1661), maître des requêtes (1671), intendant en Picardie et Artois (1674) et en Flandre (1683), et enfin intendant de l'armée pendant la campagne de 1684, avant de devenir, la même année, intendant des finances. Il avait été fait conseiller d'État semestre en 1685.
Le duc de Crillon acquiert le domaine en 1751, mais le revend à Jean-Baptiste Paulin d'Aguesseau, seigneur de Fresnes, comte de Compans-la-Ville et de Maligny, marquis de Manœuvre, officier de l'ordre du Saint-Esprit en 1772, conseiller d'État ordinaire, fils du chancelier de France Henri François d'Aguesseau, qui loue le château.

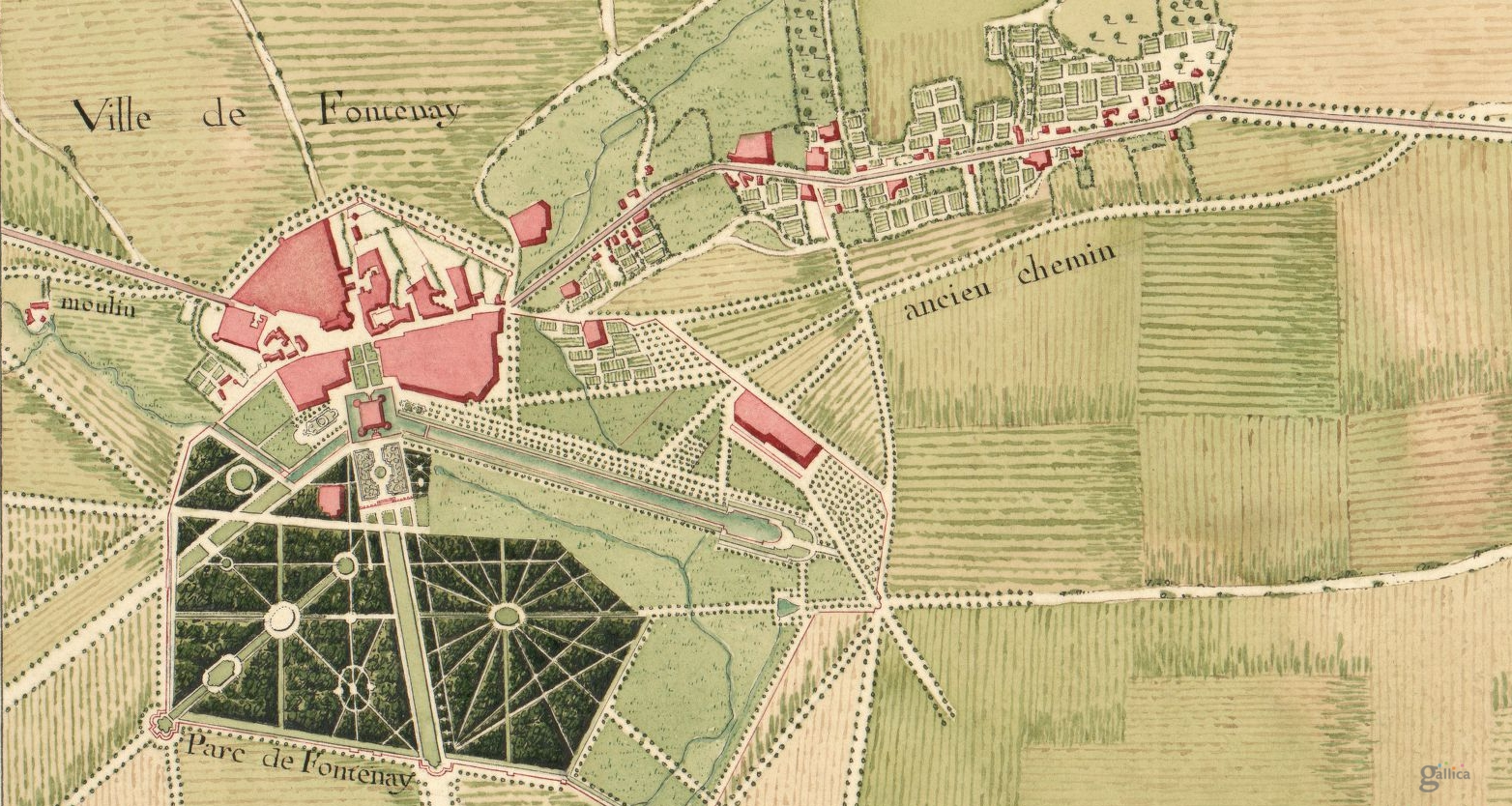
La ville de Fontenay et le château du duc d'Épernon vers 1750

Le 25 février 1755, le duc d'Ayen, fils aîné du maréchal Louis de Noailles, devient propriétaire du château de Fontenay et du château de La Grange-Bléneau par son mariage avec Henriette Anne Louise d'Aguesseau, fille de Jean-Baptiste Paulin d'Aguesseau.
Se succèdent au château de Fontenay jusqu'à la Révolution le marquis Louis de Santo-Domingo qui y mourut en 1775, François Alphonse de Portalès, comte de la Chèze qui fut capitaine-lieutenant de la première Compagnie des Mousquetaires de la Garde, qu'il tenait à loyer du comte de Rostaing et qui y mourut en 1787, et le comte Claude Théophile Gilbert Jean-Baptiste de Colbert-Chabanais qui y mourut en septembre 1789.
En 1795, Marie Adrienne Françoise de Noailles, mademoiselle d'Ayen, marquise de La Fayette, fille du duc d'Ayen, est autorisée à loger quelque temps au château de Fontenay, avant son départ pour Olmütz où est enfermé son mari le marquis de La Fayette.
En 1799, la famille du marquis de La Fayette s'installe au château de Fontenay à son retour d'exil, le temps que s'achèvent les réparations entreprises au château de La Grange-Bléneau, saccagé et devenu inhabitable.
En 1808, Anne Pauline Dominique de Noailles, mademoiselle de Maintenon, marquise de Montagu, fille du duc d'Ayen, hérite du château qui est attribué par un partage à l'amiable. Elle fait réparer la demeure et en fait sa résidence principale. Elle y installe sa famille et fait construire une école de filles dans l'enceinte de la propriété. Elle meurt le 29 janvier 1839. Ses filles Stéphanie de Montagu-Beaune (1798-1874), Marie Anna de Montagu-Beaune (1801-1877) et Marie Paule Sophie de Montagu-Beaune (1805-1880) se marient à Fontenay-Trésigny et y ont leurs premiers enfants.
En 1837, Armand de Gontaut, marquis de Biron achète le château de Fontenay. Il fait restaurer le corps, le logis principal, les corps latéraux et les deux tours postérieures, mais, pour ouvrir la cour d'honneur, il fait abattre le corps d'entrée, avec ses tourelles, son pont-levis, et les tours d'angle qui abritaient la chapelle gothique et la prison. Les jardins et l'ancienne ferme sont aménagés en parc d'agrément.
En 1851 à la mort d'Armand de Gontaut-Biron, les propriétaires du château de Fontenay sont ses fils Armand Henri de Gontaut-Biron (mort en mars 1883) et Étienne-Charles de Gontaut-Biron (mort en janvier 1871). Le régisseur est François Charles Étienne Delon. Le château est délaissé après la mort d'Étienne-Charles de Gontaut-Biron, avant d'être vendu après la mort d'Armand Henri de Gontaut-Biron.
En 1874, le maréchal et président de la République Patrice de Mac Mahon se rend au château de Fontenay.
Entre 1877 et 1880, le château de Fontenay est loué à l'ancienne reine d'Espagne Isabelle II qui y retrouve son amant Ramiro de la Puente et où elle pratique la chasse. Le château de Fontenay fut ensuite loué par la comtesse de Biron à une autre personne.
En août 1883, le château de Fontenay et ses terres sont achetés par M. Nicolas Menget, fabricant de chaussures pour l'armée.
En 1926, le château de Fontenay est repris par un marchand de bois, M. Daubek qui abat les magnifiques arbres centenaires du parc. 
En 1936, M. Lucien Tasse, expert-comptable, rachète la propriété.
Dans les années 1940, le château de Fontenay est occupé par des chantiers de jeunes. Abandonnés par leurs propriétaires au profit des dépendances, plus commodes et moins onéreuses, les appartements ont longtemps servi d’entrepôt.
En 2006, le château de Fontenay est vendu par M. Samuel Tasse à une société immobilière spécialisée dans les monuments historiques. Le projet comportant 12 appartements dans le château et 48 appartements dans les communs n'a pas été mené à son terme en raison de la mise en liquidation judiciaire du promoteur immobilier en 2014.
En 2012, la commune de Fontenay-Trésigny décide de se porter acquéreuse d'une partie du parc d'une superficie de 13 hectares située à l'arrière du lotissement square du Petit Margat dans le but de créer un parcours de santé.
Le 2 avril 2016, Antonin Grenier, jeune trésifontain de 16 ans, crée une page Facebook pour la sauvegarde du château, dans un état de dégradation avancé. Plus de 2 800 membres ont rejoint cette page. Au cours de cette année, l'association « Les garde-fous de l'an XVI », créé pour œuvrer à sa sauvegarde, voit le jour.     
En 2017, à la suite de la liquidation judiciaire du promoteur immobilier, les copropriétaires se mobilisent et refinancent les travaux des communs (48 appartements) qui reprennent en mai 2017. Les premières livraisons d'appartements ont lieu en 2019, 10 appartements étaient livrés en avril 2020. La dernière phase des travaux était encore en cours en 2020 puis 2021.
Le 29 novembre 2018, l'acte définitif d'acquisition du parc du château par la commune de Fontenay-Trésigny est signé pour un montant de 130 406 €.
En octobre 2021, la commune de Fontenay-Trésigny se positionne pour acquérir deux parcelles dans le parc du château encadrant la partie acquise en 2018 pour une superficie de 19 hectares. L'ensemble de 32 hectares permettra de se rendre de la D144A à l'ouest vers la D436 à l'est sans quitter le futur parc municipal.
En février 2022, le château est acquis par la société Histoire et Patrimoine, filiale du groupe Altarea Cogedim, spécialisée dans la réhabilitation du patrimoine en cœur de ville, qui prévoit de le restaurer. La société va effectuer les travaux de consolidation afin de conforter la structure au cours du premier semestre 2022. La seconde phase du chantier consistera ensuite en la création de logements.

## État du château
Le château et le parc étaient une propriété privée et dont seul le parc est aujourd'hui ouvert au public, parc ayant été racheté par la commune.
L'édifice étant abandonné dès les années 1950, les œuvres d'art avaient alors été transférées au château de Vincennes. L'édifice a été en grande partie dépouillé au fil du temps. Le château du duc d'Épernon, qui devait être au cœur d'un programme immobilier désormais interrompu, tombe lentement en ruine. Les dégâts sont très importants. Il est aujourd'hui encore à l'abandon et le parc est envahi par la végétation. 
Le pigeonnier à la toiture à trois niveaux a cependant été restauré. Les communs ont commencé à être rénovés avant que les travaux ne soient interrompus. Les travaux des communs et du pigeonnier ont repris en 2017 et sont en cours d'achèvement en 2020.
L'édifice classé qui a accueilli pendant des siècles des rois et des reines de France, des chevaliers et serviteurs de l'État, des artistes, est en péril et nécessite une intervention urgente pour être sauvé. Il est aujourd'hui surtout connu des amateurs d'urbex sous le nom de château des Sources (photos)

## Contribution à la connaissance du patrimoine
Le dimanche 21 mai 2017, le radio-club F8KGD de Fontenay-Trésigny a activé la référence DFCF 77-068 qui correspondant au château du duc d'Épernon afin de faire connaître l'existence de ce château à l'ensemble des radioamateurs de la planète. Cette activation a été effectuée sur la bande radioamateur de 3 500 kHz à 30 000 kHz.